# Uromunna serricauda
Uromunna serricauda là một loài chân đều trong họ Munnidae. Loài này được Mueller miêu tả khoa học năm 1992.